# Xinxing (Qitaihe)
Xinxing (chinesisch 新兴区, Pinyin Xīnxīng Qū) ist ein Stadtbezirk der bezirksfreien Stadt Qitaihe in der nordostchinesischen Provinz Heilongjiang. Er hat eine Fläche von 1.665 km² und zählt 158.418 Einwohner (Stand: Zensus 2020).

## Administrative Gliederung
Auf Gemeindeebene setzt sich der Stadtbezirk aus zehn Straßenvierteln, einer Großgemeinde, einer Gemeinde, einer Staatsfarm, einer Viehzuchtstation und einer Goldmine zusammen. Diese sind:
| Straßenviertel Xinghua (兴华街道), Regierungssitz des Stadtbezirks; Straßenviertel Beishan (北山街道); Straßenviertel Gangyaogou (缸窑沟街道); Straßenviertel Henan (河南街道); Straßenviertel Xin’an (新安街道); Straßenviertel Xincheng (新城街道); Straßenviertel Xinhe (新合街道); Straßenviertel Xinjian (新建街道); | Straßenviertel Xinli (新立街道); Straßenviertel Yuexiu (越秀街道); Großgemeinde Hongqi (红旗镇); Gemeinde Changxing (长兴乡); Staatsfarm Beixing (北兴农场); Viehzuchtstation (种畜场); Baoli-Goldmine der Hongxinglong-Neulanderschließung Heilongjiang (黑龙江红兴隆农垦宝利采金). |